# Antibulle

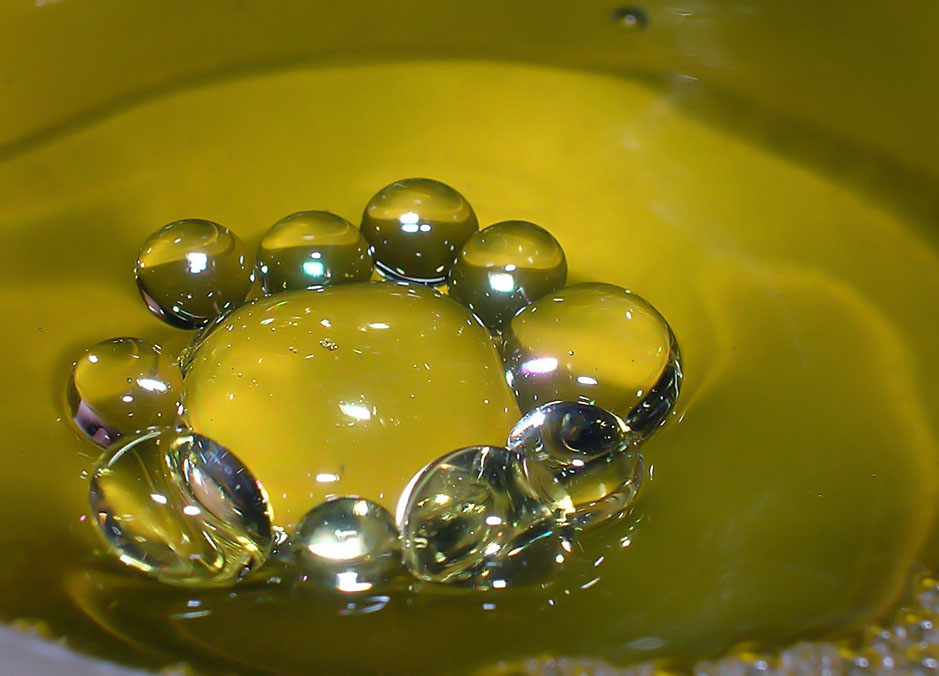
Globules sur la surface de l'eau

Une antibulle est une goutte de liquide entourée d'un fin film de gaz, contrairement aux bulles de savon qui sont du gaz prisonnier d'une mince couche de liquide. Les antibulles se forment quand des gouttes d'eau tombent dans un récipient, sans éclater.  Elles peuvent soit glisser sur la surface, auquel cas elles sont nommées water globules, littéralement globules d'eau, soit être complètement immergées dans le liquide.
Les antibulles ne sont pas très rares, mais elles sont pratiquement inconnues car souvent confondues avec de simples bulles d'air. Avec certaines solutions savonneuses, ces antibulles peuvent parfois mesurer jusqu'à 5 centimètres de diamètre.
Le comportement des antibulles est différent de celui des bulles. Voici 3 différences qui peuvent permettre de les différencier :
- Les antibulles existent grâce à la tension superficielle. Puisqu'elles contiennent un liquide, elles sont beaucoup plus denses que des bulles d'air, ce qui fait qu'elles vont plus en profondeur et ont un mouvement plus lent. Elles peuvent aussi rebondir doucement sur d'autres objets dans l'eau (comme des bulles d'air) et glisser sur les parois du récipient.

- Dans des conditions habituelles, les antibulles ont une durée de vie courte, contrairement aux bulles de savon qui peuvent durer quelques minutes. Les antibulles ont une espérance de vie de quelques secondes, mais si la différence de potentiel électrique entre le fluide à l'intérieur et à l'extérieur de la poche de gaz est nul, les antibulles peuvent durer aussi longtemps, voire plus, que des bulles de savon.

- Les antibulles réfractent la lumière d'une manière différente de celle des bulles d'air. Puisque ce sont des gouttes d'eau, la lumière qui entre dedans est réfractée vers la source de la même manière que le font les arcs-en-ciel. Ce phénomène donne une apparence lumineuse aux antibulles.

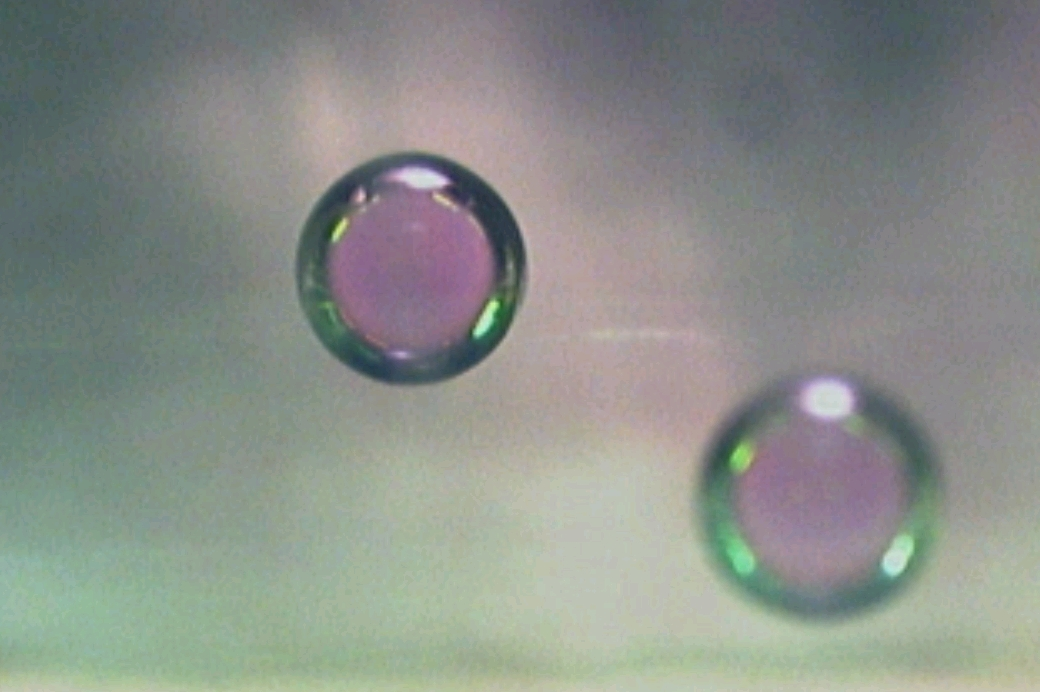
Deux antibulles immergées et prisonnières par une méthode de gradient de densité.

Les antibulles se créent facilement en faisant tomber des gouttelettes d'eau dans un récipient d'eau savonneuse. Le savon réduit la tension superficielle et permet à la couche d'air de persister plus longtemps. 
Les bulles de savon vont vers le sol car le film de liquide rend l'ensemble plus lourd que l'air. Contrairement à celles-ci, les antibulles remontent vers la surface. En effet, c'est la poche de gaz qui diminue la densité de l'antibulle, ce qui la fait lentement remonter vers la surface. Aussi, on peut remplir des bulles de savon avec un gaz plus léger pour qu'elles montent. De manière analogue, on peut utiliser un fluide plus lourd pour que les antibulles coulent. Par exemple, dissoudre du sel dans l'eau des antibulles permet d'augmenter leur densité et de les faire couler.

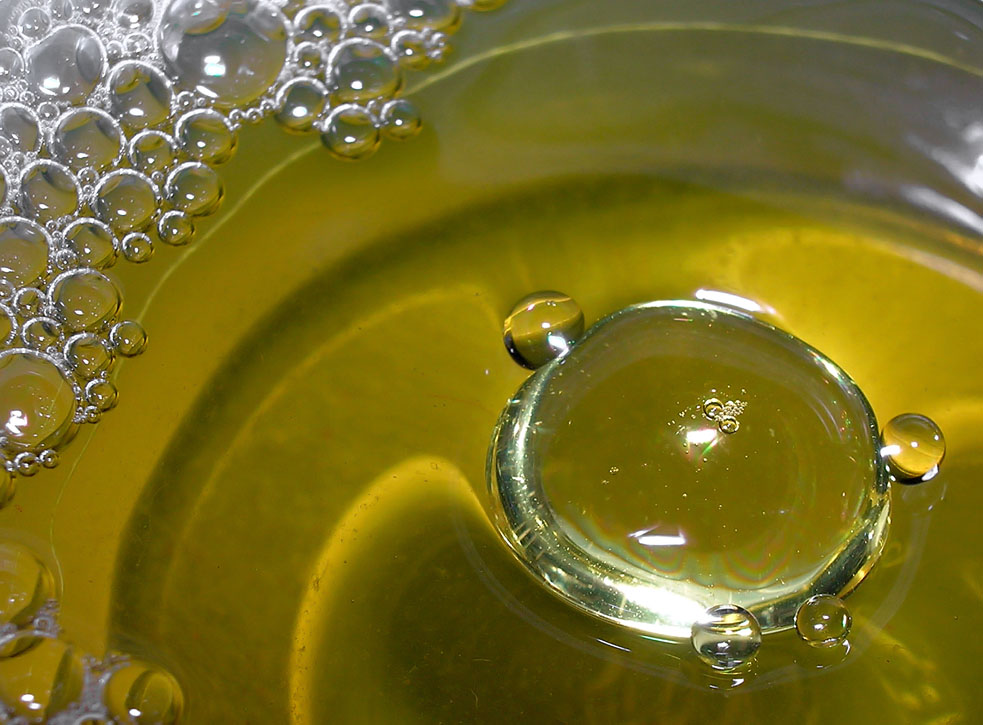

Les antibulles éclatent souvent lorsqu'elles touchent une paroi du récipient. Si l'on dissout du sucre au fond de la cuve, on augmente localement la densité. Ainsi, les antibulles commencent par descendre, puis seront stoppées par l'eau sucrée plus dense. Si les antibulles sont aussi sucrées ou salées, elles chuteront jusqu'à cette limite, puis resteront entre deux eaux. Les antibulles formées de cette façon peuvent persister plusieurs minutes.